# Parliament Hill (Londres)
Pour les articles homonymes, voir Parliament Hill.

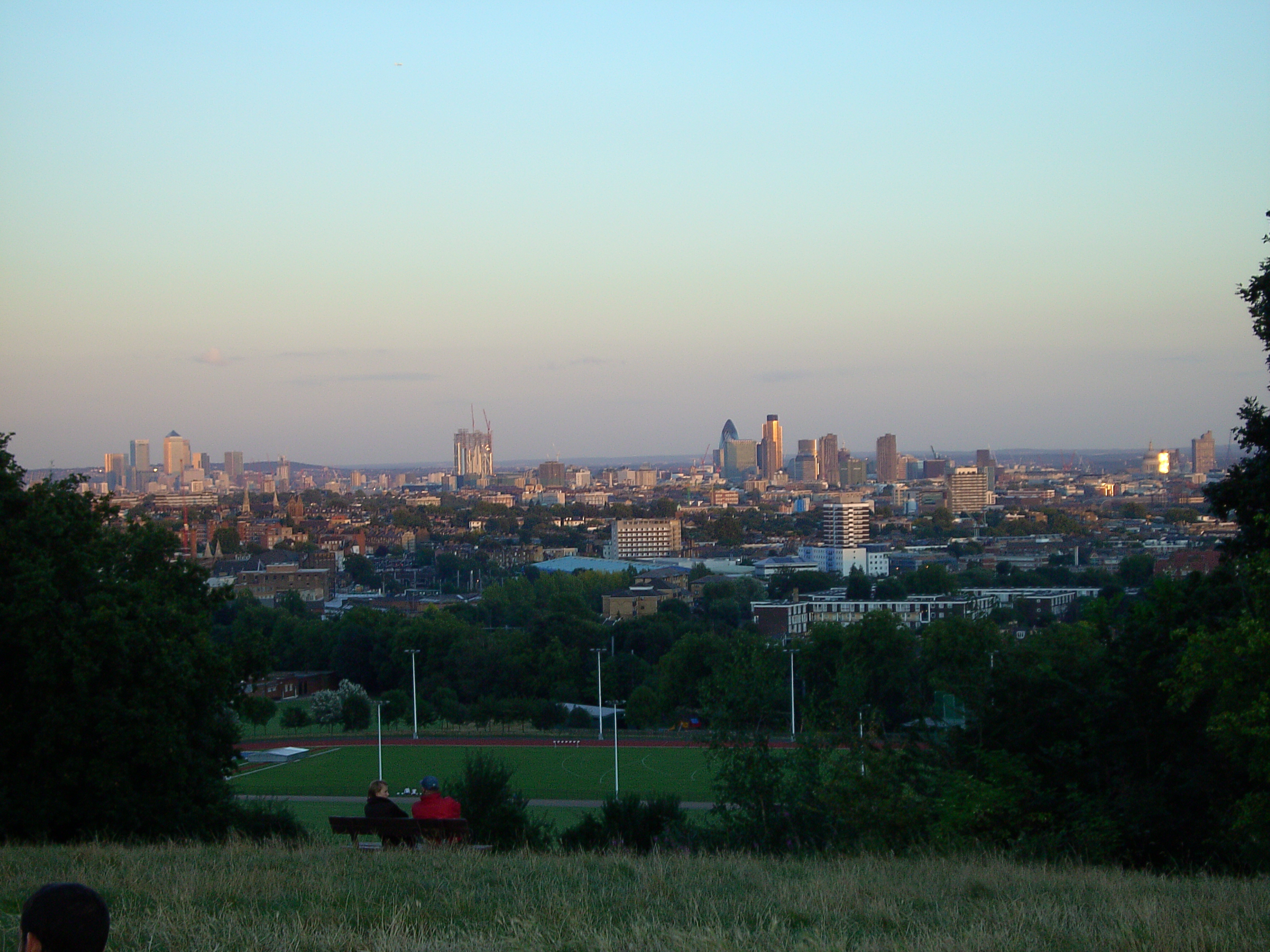
Vue de Londres depuis le parc

Le Parliament Hill est une aire de parcs située sur une colline dans le coin sud-est de Hampstead Heath, dans le nord-ouest de Londres. La colline est haute de 98 m.